# Waterpipe Beach
Waterpipe Beach är en strand i Antarktis. Den ligger i Sydorkneyöarna. Argentina och Storbritannien gör anspråk på området. Waterpipe Beach ligger på ön Signy.